# 長野電鉄河東線
河東線（かとうせん）は、長野県更埴市（現千曲市）の屋代駅から、同県須坂市の須坂駅、同県中野市の信州中野駅を経由して同県飯山市の木島駅までを結んでいた長野電鉄の鉄道路線である。
このうち木島線（きじません）の通称で呼ばれていた信州中野駅から木島駅までが2002年4月1日に廃止された。これを受けて同年9月18日に路線名称が変更され、屋代駅から須坂駅までは通称であった屋代線が正式名称となり、須坂駅から信州中野駅までは信州中野駅から湯田中駅までの山の内線とともに長野線の一部となったが、屋代線も2012年4月1日に廃止された。
屋代駅 - 須坂駅間については「長野電鉄屋代線」、現存区間の須坂駅 - 信州中野駅間については「長野電鉄長野線」も参照のこと。

## 路線データ
- 路線距離（営業キロ）：50.4km
- 軌間：1067mm
- 駅数：26駅（起終点駅含む）
- 複線区間：なし（全線単線）
- 電化区間：全線（直流1500V）
- 閉塞方式：自動閉塞式
- 保安装置：屋代 - 木島 ATS（点制御車上速度照査式）
- 運転指令所：須坂運転指令所

## 運行形態
信州中野駅 - 木島駅間の木島線は、1993年から2002年の廃止までは同区間折り返し列車（各駅停車）のみで、約60分毎（1999年のダイヤ改正以降は約90分毎に減便）のワンマンによる運転を行っていた。
かつては長野線長野駅から直通列車（各駅停車）があり、さらには有料特急として、特急「のざわ」（1969年当時の停車駅は長野・権堂・信濃吉田・須坂・小布施・信州中野・信濃安田・木島。晩年は木島線内各駅停車、長野駅 - 信州中野駅間は2011年改正までのB特急相当）も、1日1往復（運行廃止直前は上り1本のみ）設定されていた。
1962年から1982年まで上野駅発着の国鉄急行「志賀」などの一部車両が屋代駅から湯田中駅まで乗り入れた。1963年2月-3月には、名古屋駅発着の国鉄夜行準急「あずみ」が長野駅経由で木島駅および湯田中駅まで乗り入れている。
なお、『鉄道要覧』による起点は屋代駅だったが、列車運行および旅客案内、列車番号の設定においては、須坂駅から屋代駅・木島駅へ向かう列車が下りで列車番号が奇数、屋代駅・木島駅から須坂駅へ向かう列車が上りで列車番号が偶数となっていた。

## 歴史
名前の通り千曲川東岸を走る河東線は、全線が河東鉄道により建設された。河東線の計画は元々1919年に小諸 - 小海間を開通させた佐久鉄道（JR小海線の前身）のもので、最終的には甲府 - 直江津・長岡間を結ぶという壮大なものだった。1920年に佐久鉄道の出資で河東鉄道が設立され、屋代 - 須坂間の鉄道敷設免許を佐久鉄道から譲り受けた。1925年に須坂 - 木島間が開業し、翌年には早くも電化されている。河東鉄道創業時は新潟県の十日町まで建設する計画で、実際に鉄道敷設免許申請も行われた。1952年頃にも再び、木島駅から野沢温泉に近い飯山市関沢までの延伸計画が持ち上がったが、敷設予定地地権者の反対や、この地域が豪雪地帯であることなどから計画は進まず、鉄道敷設免許は1963年に取り下げられている。
木島駅からは野沢温泉へのバスが接続し、前述の通り1993年頃までは長野線長野駅から木島駅までの直通列車も運転され、野沢温泉へのルートの一つとして賑わった時期もあったが、モータリゼーションの進行や近隣を走るJR飯山線との競合で信州中野 - 木島間は乗客が減少。2002年3月31日を最後に同区間が廃止され、長電バス中野木島線に代替された。四ヶ郷駅から柳沢駅の区間の線路敷の一部は、北陸新幹線延伸による線路敷設により分断される県道414号の代替道路、赤岩バイパスとして転用された。
屋代線となった屋代 - 須坂間も2012年3月31日限りで廃止された。

### 年表
- 1919年（大正8年）12月22日：佐久鉄道が屋代 - 須坂間の鉄道敷設免許を申請。
- 1920年（大正9年）
  - 5月3日：佐久鉄道に屋代 - 須坂間の免許交付[3]。
  - 5月30日：河東鉄道株式会社設立[4][5]。
  - 7月10日：河東鉄道が須坂 - 木島 - 七ヶ巻間、七ヶ巻 - 十日町間敷設免許申請。
  - 7月17日：河東鉄道が佐久鉄道の屋代 - 須坂間敷設免許譲受を申請（同年9月6日認可[6]）
- 1921年（大正10年）5月26日：河東鉄道に須坂 - 木島間、信州中野 - 湯田中 - 渋安代（渋温泉近く）間の免許交付[7]
- 1922年（大正11年）
  - 4月10日：木島 - 瑞穂間敷設免許を申請。
  - 6月10日：河東鉄道により屋代駅 - 須坂駅間が開業[8]。東屋代駅・雨宮駅・岩野駅・松代駅・金井山駅・町川田駅（後の信濃川田駅）・綿内駅・井上駅・須坂駅が開業。
  - 9月15日：木島 - 七ヶ巻間、七ヶ巻 - 十日町間敷設免許申請却下。
  - 12月2日：木島 - 瑞穂間敷設免許申請取り下げ。
- 1923年（大正12年）
  - 3月12日：町川田駅を信濃川田駅に改称[9]。
  - 3月26日：須坂駅 - 信州中野駅間が開業[10]。豊洲駅（現・北須坂駅）・小布施駅・延徳駅・信州中野駅が開業。
- 1925年（大正14年）7月12日：信州中野駅 - 木島駅間が開業（屋代駅 - 木島駅間全通）[2]。四ヶ郷駅・赤岩駅・柳沢駅・安田駅（後の信濃安田駅）・木島駅が開業[2]。
- 1926年（大正15年）
  - 1月29日：全線電化[4]。
  - 3月1日：田上駅開業[11]。
  - 9月30日：河東鉄道が長野電気鉄道を合併し長野電鉄に社名変更、屋代 - 木島間が河東線となる。
- 1928年（昭和3年）10月11日：都住駅開業。
- 1930年（昭和5年）12月10日：安田駅を信濃安田駅に改称[2]。
- 1934年（昭和9年）5月24日：象山口駅開業。
- 1944年（昭和19年）1月11日：豊洲駅（現・北須坂駅）休止。
- 1949年（昭和24年）3月28日：桜沢駅開業。
- 1951年（昭和26年）11月13日：大室駅開業。
- 1952年（昭和27年）
  - 6月23日：木島 - 関沢間鉄道敷設免許申請。
  - 11月25日：木島 - 関沢間鉄道敷設免許交付。
- 1960年（昭和35年）4月11日：豊洲駅を北須坂駅に改称し営業再開。
- 1961年（昭和36年）
  - 1月11日：中野北駅開業[2]。
  - 5月1日：屋代駅 - 信州中野駅間経由で国鉄上野駅から山の内線湯田中駅までの直通列車をキハ57系気動車で運転開始。
- 1962年（昭和37年）3月1日：国鉄直通列車を通年運転開始。
- 1963年（昭和38年）
  - 7月12日：木島 - 関沢間敷設免許取り下げ。
  - 10月1日：上野駅 - 湯田中駅間の国鉄直通列車を電車化（165系、1968年10月1日以降169系）。
- 1966年（昭和41年）7月1日：若穂駅開業。
- 1979年（昭和54年）4月1日：貨物営業全面廃止。
- 1980年（昭和55年）3月1日：信州中野駅 - 木島駅間でCTC使用開始。
- 1982年（昭和57年）11月15日：国鉄直通急行「志賀」廃止。
- 1983年（昭和58年）10月27日：屋代駅 - 松代駅間で連動装置自動化。
- 1984年（昭和59年）12月20日：田上駅 - 信濃安田駅間で発光信号機使用開始。
- 1986年（昭和61年）9月1日：須坂駅、信州中野駅でPTC使用開始
- 1988年（昭和63年）11月1日：千曲川の洪水対策のため、雨宮駅 - 岩野駅間を新線に切り替え。切り換え工事のため、10月17日から31日まで屋代駅 - 岩野駅間をバス代行[12]。
- 1993年（平成5年）11月1日 屋代駅 - 須坂駅間と信州中野駅 - 木島駅間ワンマン運転開始[13]。
- 1994年（平成6年）7月29日：千曲川支流の神田川の河川改修工事のため10月11日まで屋代駅 - 松代駅間を全面運休してバス代行とする[14]。
- 2000年（平成12年）10月1日：須坂駅 - 信州中野駅間で当時の長野線区間とともにワンマン運転開始。
- 2002年（平成14年）
  - 4月1日：信州中野駅 - 木島駅間廃止[2]。
  - 9月18日：屋代駅 - 須坂駅間を屋代線、須坂駅 - 信州中野駅間を山の内線（信州中野駅 - 湯田中駅間）とともに長野線と改称。
- 2012年（平成24年）4月1日：屋代線 全線廃止。

## 駅一覧
- 全駅長野県に所在

|          | 現線名・通称 | 駅名       | 駅間キロ | 営業キロ | 接続路線                         | 所在地            |
| -------- | ------------ | ---------- | -------- | -------- | -------------------------------- | ----------------- |
| 廃止区間 | 屋代線       | 屋代駅     | -        | 0.0      | しなの鉄道：しなの鉄道線         | 千曲市            |
| 廃止区間 | 屋代線       | 東屋代駅   | 1.3      | 1.3      |                                  | 千曲市            |
| 廃止区間 | 屋代線       | 雨宮駅     | 1.6      | 2.9      |                                  | 千曲市            |
| 廃止区間 | 屋代線       | 岩野駅     | 2.1      | 5.0      |                                  | 長野市            |
| 廃止区間 | 屋代線       | 象山口駅   | 2.5      | 7.5      |                                  | 長野市            |
| 廃止区間 | 屋代線       | 松代駅     | 1.1      | 8.6      |                                  | 長野市            |
| 廃止区間 | 屋代線       | 金井山駅   | 3.1      | 11.7     |                                  | 長野市            |
| 廃止区間 | 屋代線       | 大室駅     | 2.4      | 14.1     |                                  | 長野市            |
| 廃止区間 | 屋代線       | 信濃川田駅 | 1.6      | 15.7     |                                  | 長野市            |
| 廃止区間 | 屋代線       | 若穂駅     | 1.5      | 17.2     |                                  | 長野市            |
| 廃止区間 | 屋代線       | 綿内駅     | 1.7      | 18.9     |                                  | 長野市            |
| 廃止区間 | 屋代線       | 井上駅     | 2.5      | 21.4     |                                  | 須坂市            |
| 廃止区間 | 屋代線       | 須坂駅     | 3.0      | 24.4     | 長野電鉄：長野線                 | 須坂市            |
| 現存区間 | 長野線       | 須坂駅     | 3.0      | 24.4     | 長野電鉄：長野線                 | 須坂市            |
| 現存区間 | 長野線       | 北須坂駅   | 2.5      | 26.9     |                                  | 須坂市            |
| 現存区間 | 長野線       | 小布施駅   | 2.5      | 29.4     |                                  | 上高井郡 小布施町 |
| 現存区間 | 長野線       | 都住駅     | 1.1      | 30.5     |                                  | 上高井郡 小布施町 |
| 現存区間 | 長野線       | 桜沢駅     | 2.7      | 33.2     |                                  | 中野市            |
| 現存区間 | 長野線       | 延徳駅     | 2.0      | 35.2     |                                  | 中野市            |
| 現存区間 | 長野線       | 信州中野駅 | 2.3      | 37.5     | 長野電鉄：山の内線（湯田中方面） | 中野市            |
| 廃止区間 | 木島線       | 信州中野駅 | 2.3      | 37.5     | 長野電鉄：山の内線（湯田中方面） | 中野市            |
| 廃止区間 | 木島線       | 中野北駅   | 1.6      | 39.1     |                                  | 中野市            |
| 廃止区間 | 木島線       | 四ヶ郷駅   | 2.0      | 41.1     |                                  | 中野市            |
| 廃止区間 | 木島線       | 赤岩駅     | 1.2      | 42.3     |                                  | 中野市            |
| 廃止区間 | 木島線       | 柳沢駅     | 1.5      | 43.8     |                                  | 中野市            |
| 廃止区間 | 木島線       | 田上駅     | 2.5      | 46.3     |                                  | 中野市            |
| 廃止区間 | 木島線       | 信濃安田駅 | 2.6      | 48.9     |                                  | 飯山市            |
| 廃止区間 | 木島線       | 木島駅     | 1.5      | 50.4     |                                  | 飯山市            |

## 廃止後

### 屋代線区間
2012年（平成24年）3月31日限りで廃止された屋代線区間の施設は千曲市と長野市と須坂市に譲渡されたが、旧松代駅と旧信濃川田駅を除き全て解体・更地化された。

### 木島線区間
木島線区間では中野市と飯山市に譲渡を打診したものの依然ほとんど手付かずである。全ての駅舎などが解体された。
中野市
信州中野駅 - 中野北駅間にある新井架道橋（中野バイパス付近）は残っており中野北駅は駐輪場跡があるもののホームなどは撤去された。四ヶ郷駅跡は保育園の拡張に転用された。四ヶ郷駅 - 赤岩駅間にある夜間瀬川橋梁は残っている。赤岩駅跡は長野県道414号中野飯山線赤岩バイパスや柳沢バイパスの建設によって組み込まれ消滅したが、営業時代からの桜の木が残されている。田上駅 - 信濃安田駅間の一部築堤は新幹線の橋脚や変電所の建設や長野県道414号中野飯山線の改良により削られた。
飯山市
2023年現在、飯綱山隧道といった鉄橋やトンネルが残されている。飯綱山隧道の信州中野方では県道414号の改良により取り込まれた。木島駅跡は駅舎が長電バス「木島」停留所の待合所および長電バス飯山営業所に転換され長らく残されたもののホームがあった構内にソーラーパネルが設置され、駅前に新しい待合室が完成するに伴い駅舎も解体された。

### 廃止代替バス路線
木島線の鉄道線廃止により、長電バスの中野木島線（10系統・信州中野駅 - 木島 - 飯山駅）が運行されている。2014年11月9日の改正で、全便が木島から飯山駅へ路線延長された。運転手不足や利用者の減少により、2019年10月1日の改正で減便がなされ、平日ダイヤは28便（14往復）から26便（13往復）、土休日ダイヤは24便（12往復）から21便（10.5往復）に変更された。2023年12月16日の改正で減便がなされ、平日ダイヤは26便（13往復）から22便（11往復）に、土休日は21便（10.5往復）から8便（4往復）となった。